# David Wynne
David Wynne (født 2. juni 1900 i Pencoed, Storbritannien - død 23. marts 1983) var en walisisk komponist og lærer.
Wynne studerede komposition på på Universitet i Cardiff og på Universitetet i Bristol. Han har skrevet 6 symfonier, en sinfonietta, orkesterværker, kammermusik, koncerter, 5 strygekvartetter, operaer, korværker, sange, solo stykker for mange instrumenter etc. Wynne var i mange år lærer i komposition på Universitetet i Cardiff. Han var i sin kompositions stil inspireret af Walisisk folklore, sange og poesi. Wynne døde pludseligt under en revidering af sin 4 symfoni i 1983. Han er mest kendt for sin orkestermusik.

## Udvalgte værker
- Symfoni nr. 1 (1952) - for orkester
- Symfoni nr. 2 (1956) - for orkester
- Symfoni nr. 3 (1963) - for orkester
- Symfoni nr. 4 (1983) (ufuldendt) - for orkester
- Symfoni nr. 5 (?) - for orkester
- Symfoni nr. 6 (1955) - for orkester
- Sinfonietta (1958) - for strygeorkester
- En Walisisk suite (1961) - for orkester
- Elegi (1953) - for strygeorkester
- Fantasi nr. 1 (1957) - for orkester
- 5 Strygekvartetter (1944-1980)
- Jack og Jill (1975) - opera
- Nat og kold fred (1978) - opera